# 조 프레이샤커
조 프레이샤커(Joe Fleishaker, 1954년 ~ 2016년 5월 23일)는 미국의 배우, 텔레비전 배우이다.
미국에서 태어났으며 브롱크스에서 사망하였다. 사인은 심근 경색이다.

## 영화
- 폴트리가이스트 (2006년)
- 톡시 묵시록 (2002년) - 본인 역
- 톡식 어벤저 4 (2000년)
- 엽기 영화 공장 (1999년)
- 트로미오와 줄리엣 (1996년)
- 슈퍼 히어로 (1990년)
- 톡식 어벤저 2 (1989년)